# Věkoslava Blažková-Ressová
Věkoslava Aloisie Blažková-Ressová (rozená Blažková), křtěná Aloisie Barbora (11. června 1840 Praha – 21. dubna 1873 Velešice u Jičína) byla česká operní pěvkyně, sopranistka, členka opery Prozatímního divadla v Praze, významná postava rozvoje českého operního divadla. Zemřela předčasně na tuberkulózu v jedenatřiceti letech.

## Život

### Mládí
Narodila se v Praze v české rodině hudebníka a ředitele varhanické školy Františka Blažka a (*1814) jeho manželky Aloisie, rozené Peštové (*1814). Měla dva bratry, dvě sestry zemřely předčasně. Pokřtěna byla Aloisia Barbara (Věkoslava je pozdější vlastenecké jméno). Vyrůstala tak v hudebním prostředí a u otce se školila ve zpěvu a hudbě. Vzdělání získala v soukromém dívčím salonu Františky Amerlingové. Od 1852 navštěvovala pěveckou třídu Žofínské akademie, od roku 1857 pak docházela na pražskou konzervatoř do třídy Giovanniho Gordigianiho, vzdělání pak po odchodu z konzervatoře po konfliktu s pedagogem dokončila v Pivodově hudebním ústavu ředitele Františka Pivody.

### Kariéra

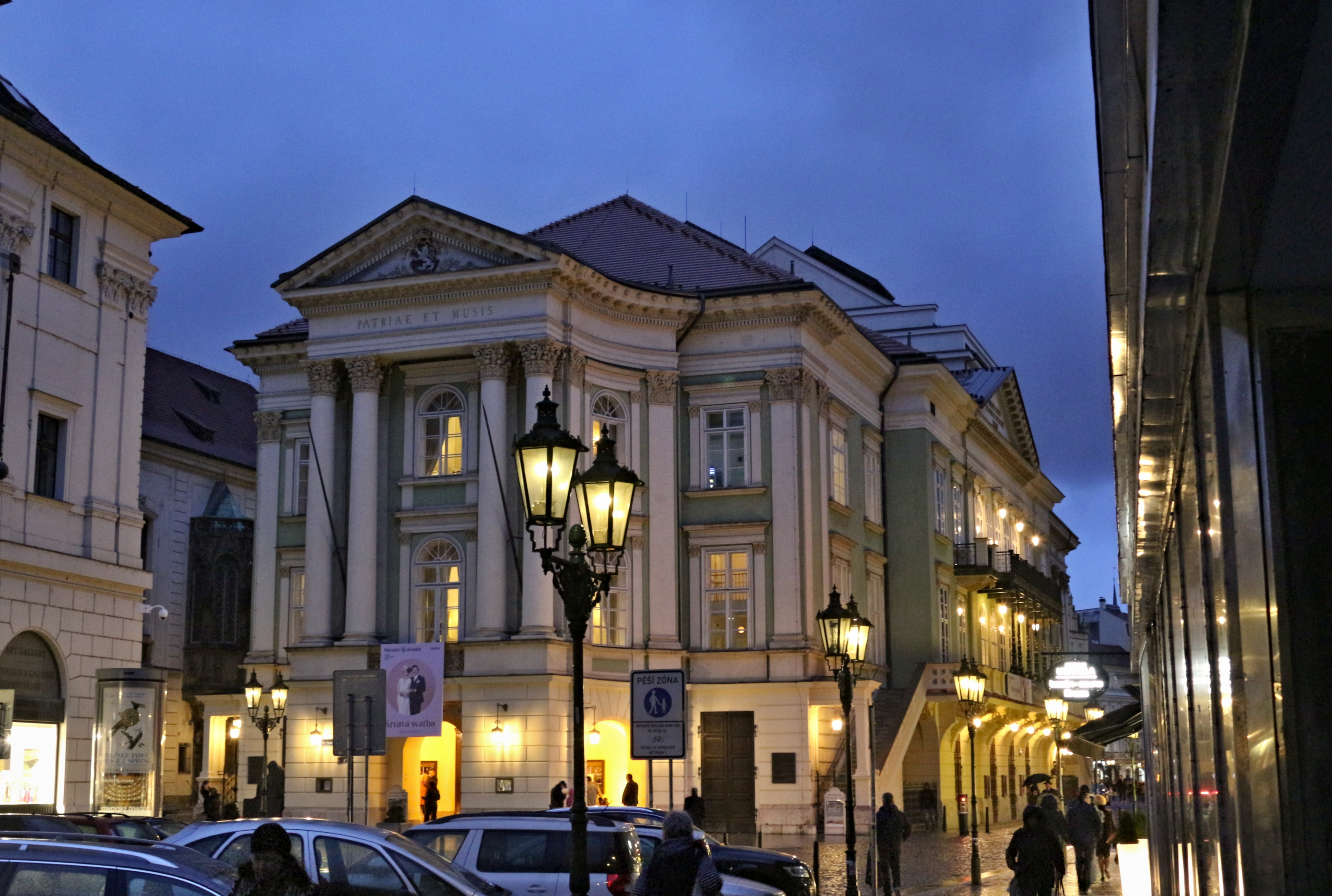
Stavovské divadlo v Praze, místo prvního působení Blažkové-Ressové

Svá první pěvecká divadelní vystoupení absolvovala ve Stavovském divadle v češtině. Nezískala zde však stálé angažmá, proto přijala několik hostování v Německu: účinkovala v divadlech ve Zhořelci, Neustrelitzu, Mnichově a Brenburg-Ballenstadtu. Roku 1865 byla nakrátko angažována v Prozatímním divadle, opět však nezískala stálé angažmá a odešla tedy zpět do Německa, nejprve do Lipska, posléze do Braunschweigu. Dne 14. května 1868 se zde provdala za pěvce Josefa Resse, následně začala umělecky užívat zdvojené, někdy pak pouze manželovo, příjmení. Společně se přestěhovali do Prahy, kde si Ress otevřel vlastní hudební školu a Blažková-Ressová konečně obdržela stálé angažmá do souboru Bedřicha Smetany v Prozatímním divadle. Roku 1870 však onemocněla tuberkulózou, která ji postupně vyřadila z profesního života.
Za svou kariéru ztvárnila více než stovku rolí v operních představeních a zpěvohrách. Spolupracovala s předními profesionály českého a německého divadla a platila za jednu z nejlepších českých sopranistek své doby operní pěvkyni, která v českých operách svými profesními kvalitami pozvedá národní jazyk na úroveň srovnatelnou zejména s dominující němčinou.
Závěr života strávila pobytem na venkově.

### Úmrtí
Věkoslava Blažková-Ressová zemřela 21. dubna 1873 ve Velešicích u Jičína (později součást obce Sběř) ve věku 31 let následkem tuberkulózy. Byla pohřbena na velešickém hřbitově.

## Titulní role (výběr)
- Růženka, Šebor: Husitská nevěsta (1868)
- Lejla, Bendl: Lejla (1869)
- Blanka, Šebor: Blanka (1870)
- Milada, Smetana: Dalibor (1871)